# Passiflora kermesina
Passiflora kermesina  es una planta trepadora de la familia Passifloraceae utilizada como ornamental nativa de Brasil. Se distribuye en Caatinga y en el  Cerrado. Esta planta es citada en  The Floral Cabinet & Magazine of Exotic Botany 1837-1840 de G.B. Knowles y Frederic Westcott.  

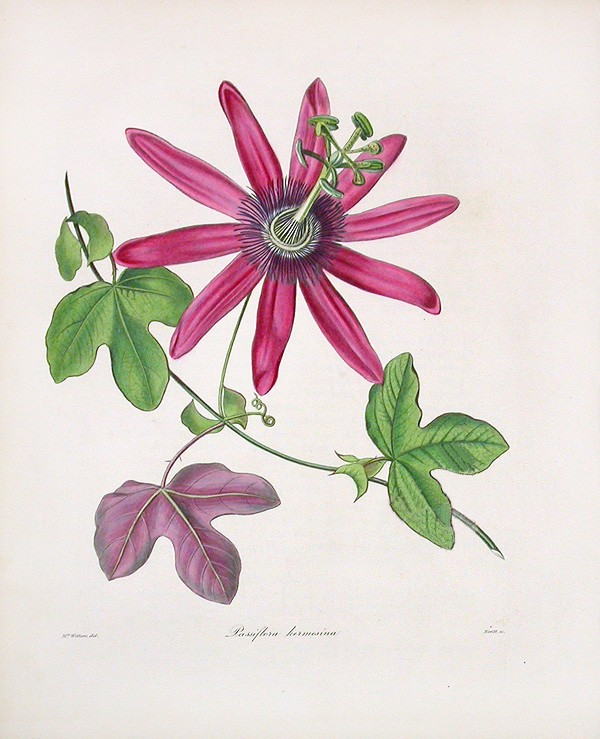
Ilustración.

## Taxonomía
Passiflora kermesina fue descrita por Link & Otto y publicado en Verhandlungen des Vereins zur Beförderung des Gartenbaues in den Königlich Preussischen Staaten 2: 403, t. 15. 1826.
Etimología
Ver: Passiflora
Sinonimia
- Passiflora dentata Vell.
- Passiflora raddiana DC.	[2]